# 1077 w literaturze
Wydarzenia literackie w 1077 roku.

## Nowe utwory
- obcojęzyczne
  - Michał Psellos – Kronika czyli historia jednego stulecia Bizancjum (rok powstania przybliżony)[1]

## Zmarli
- Abul Fazl Bajhaki, perski kronikarz[2]